# Drochia
Drochia (în rusă Дрокия) este un oraș din Republica Moldova, reședință a raionului omonim. Este situat în nordul republicii, la o depărtare de 167 km de capitală (Chișinău).

## Etimologie
Numele orașului provine de la denumirea celui mai apropiat sat de calea ferată Bălți-Ocnița, în momentul construcției, satul Drochia. Denumirea satului are la origine pasărea dropie, care a populat teritoriul respectiv acum câteva secole. Stema localității include pasărea respectivă.

## Geografie

### Amplasare
Orașul Drochia se află la nordul republicii, la o distanță de 167 km de Chișinău, pe lungimea căii ferate Bălți-Ocnița. Este situat între orașele Bălți, Soroca, Rîșcani și Edineț.

### Resurse naturale
Suprafața totală a resurselor funciare ale orașului este de 1.830 ha, din care terenurile agricole ocupă 439,4 ha. Suprafața terenului intravilan este de 864 ha, terenurile fondului silvic constituie 83 ha. Pe teritoriul orașului este un lac cu o suprafață totală de 30 ha.

## Istorie

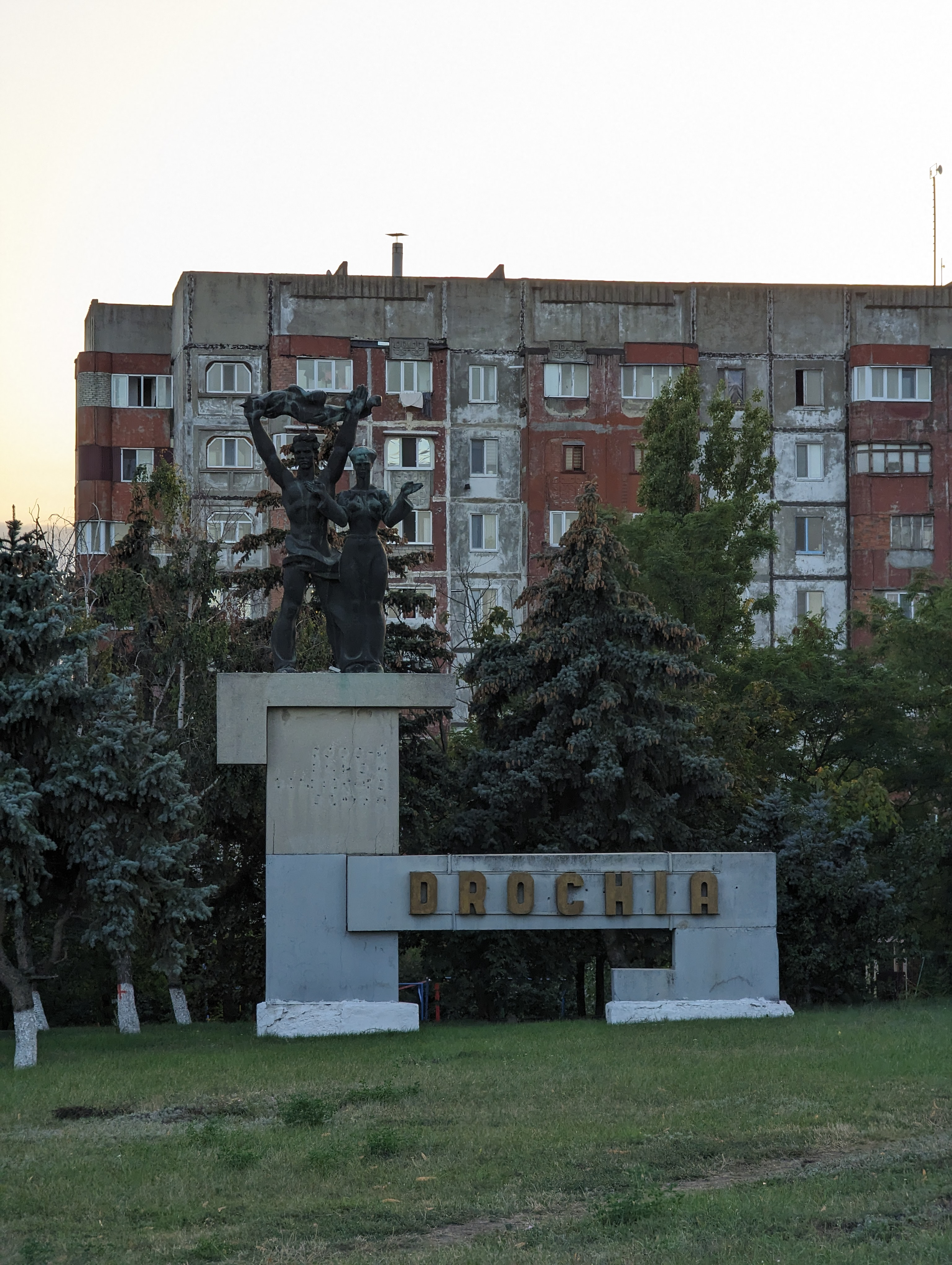
Stelă sovietică la intrarea în oraș.

Actualul oraș Drochia a fost atestat documentar pentru prima dată în calitate de stație feroviară în anul 1895, odată cu finalizarea construcției căii ferate Bălți-Slobozia-Ocnița.
În 1922, în cadrul reformei agrare din Basarabia, 43 de locuitori au primit 250 ha de pământ. În prima jumătate a sec. XX localitatea începe să se dezvolte rapid și în anul 1940 devine centru raional al raionului cu același nume.
În anul 1954, stația căii ferate s-a contopit cu cătunul care se afla la o depărtare de 1,5 km de sud-estul stației cu un nume identic, formând astfel o unică localitate de tip orășenesc – Drochia. Localitatea devine centru industrial odată cu construcția unei fabrici mari de zahăr, începută în 1954 și finisată în 1957. În jurul acestei fabrici se dezvoltă un orășel muncitoresc cu școală, casă de cultură, grădiniță de copii etc. Mai târziu în localitate apar alte întreprinderi cum ar fi fabrica de mobilă în 1963, de fermentare a tutunului în 1969 și combinatul de confecționare a ambalajelor în 1970. 
Odată cu dezvoltarea industrială se mărește și numărul populației localității, astfel în anul 1970 în Drochia locuiau 11,2 mii persoane. Datorită dezvoltării intensive, la 28 decembrie 1973 Drochia devine oraș de subordonare raională. A fost ridicat la rang de oraș în 1975, fiind, în acel an, al 2000-lea oraș din URSS.
În anul 1988 un grup de orășeni a inițiat mișcarea de construcție a unei biserici noi: Catedrala Adormirea Maicii Domnului.
În războiul pentru apărarea integrității teritoriale și a independenței Republicii Moldova din anul 1992 și-au pierdut viața următorii bărbați mobilizați în Drochia: Boiarnițchi Vladimir Teodor (n. 1952) - decedat la 5 iunie 1992 în Cocieri; Gangal Vasile Vladimir (n. 13 ianuarie 1956) - decedat la 5 iunie 1992 în Cocieri.

## Demografie

### Structura etnică
Structura etnică a orașului conform recensământului populației din 2004:
| Grup etnic         | Populație | % Procentaj |
| ------------------ | --------- | ----------- |
| Moldoveni / Români | 12.864    | 77,47%      |
| Ucraineni          | 2.600     | 15,65%      |
| Ruși               | 986       | 5,94%       |
| Bulgari            | 22        | 0,13%       |
| Găgăuzi            | 18        | 0,11%       |
| Alții              | 126       |             |
| Total              | 16.606    | 100%        |

## Administrație și politică

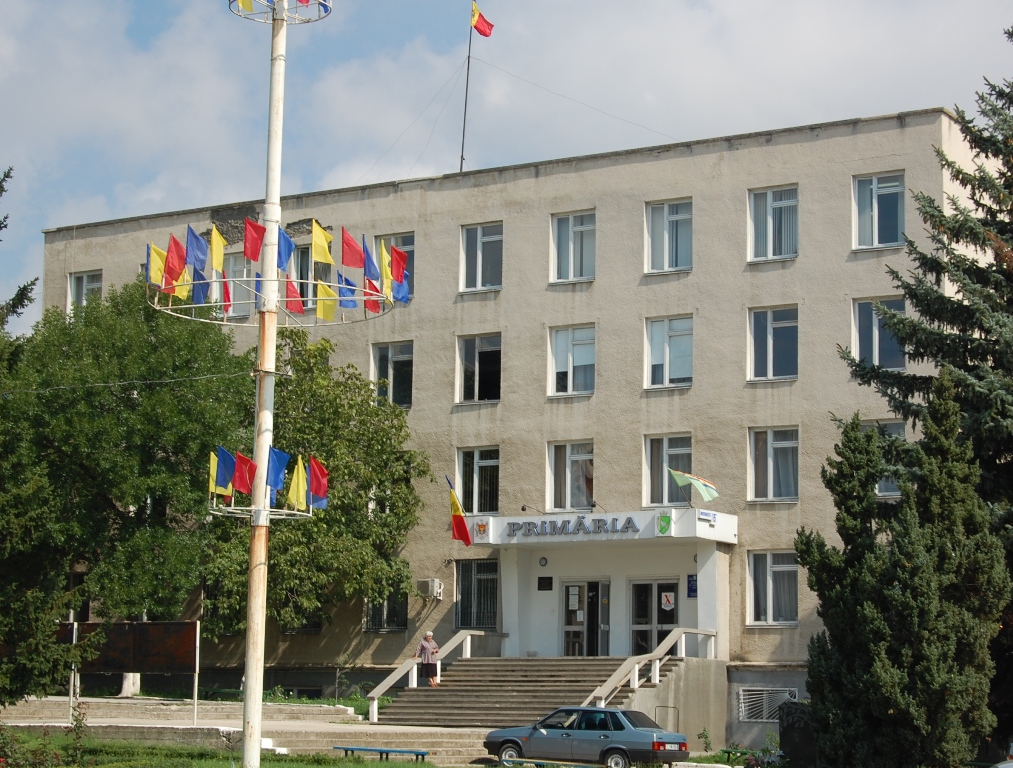
Primăria

Primarul orașului Drochia este Nina Cereteu (PN), realeasă în noiembrie 2023.
Componența Consiliului local Drochia (23 de consilieri), ales la 5 noiembrie 2023, este următoarea:
|  | Partid                                        | Consilieri | Componență | Componență | Componență | Componență | Componență | Componență | Componență | Componență | Componență | Componență | Componență | Componență | Componență | Componență |
|  | --------------------------------------------- | ---------- | ---------- | ---------- | ---------- | ---------- | ---------- | ---------- | ---------- | ---------- | ---------- | ---------- | ---------- | ---------- | ---------- | ---------- |
|  | Partidul Nostru                               | 14         |            |            |            |            |            |            |            |            |            |            |            |            |            |            |
|  | Partidul Socialiștilor din Republica Moldova  | 4          |            |            |            |            |            |            |            |            |            |            |            |            |            |            |
|  | Partidul Acțiune și Solidaritate              | 4          |            |            |            |            |            |            |            |            |            |            |            |            |            |            |
|  | Partidul Dezvoltării și Consolidării Moldovei | 1          |            |            |            |            |            |            |            |            |            |            |            |            |            |            |

## Economie

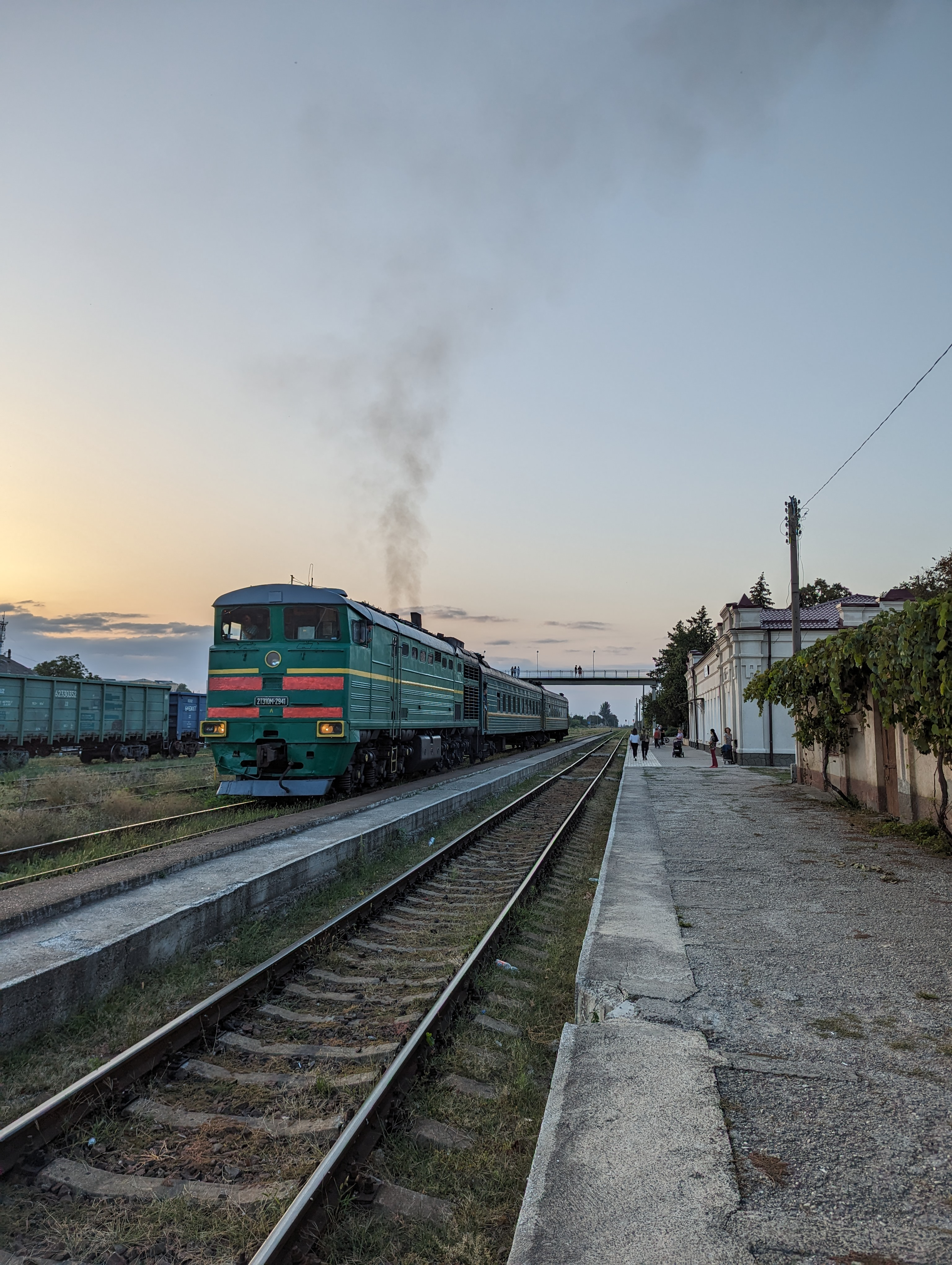
Gara feroviară

Orașul Drochia este una din puținele localități din Moldova unde veniturile publice locale sunt formate doar din venituri proprii și defalcări. Pe parcursul ultimilor ani volumul veniturilor proprii a rămas constant, însă a crescut permanent volumul defalcărilor, condiționat de creșterea economică din localitate. În structura cheltuielilor în ultimii ani nu s-au observat modificări esențiale, cu excepția faptului că au crescut considerabil resursele financiare alocate pentru gospodăria comunală: de la 150 mii lei în anul 2000 la 240 mii lei în anul 2002.
În oraș activează circa 1.884 agenți economici, cea mai mare parte dintre care activează în calitate de persoane fizice. Numărul agenților economici cu statut de persoană juridică este 369, cea mai mare pondere o au societățile cu răspundere limitată – 251, urmate de 35 societăți pe acțiuni, 51 cooperative, 12 întreprinderi de stat și 5 întreprinderi municipale. Baza economiei orașului o formează circa 20 agenți economici mari. Industria de azi a orașului este reprezentată de întreprinderi moderne, care prelucrează sfeclă de zahăr, tutun, porumb pentru semințe, lapte și carne. Sunt fabricate utilaje pentru frigorifere industriale, mobilă, ambalaje din lemn și mase plastice, confecții, produse de panificație, de cofetărie etc. Întreprinderile din orașul Drochia livrează marfă în România, Ucraina, Rusia, Belarus, etc.
În oraș funcționează 140 de unități de comerț cu amănuntul, 2 piețe, 8 unități de alimentare publică, 5 filiale ale băncilor comerciale și una a companiilor de asigurare. Serviciile de consultanță juridică sunt prestate de 6 centre de consultanță.

## Cultură

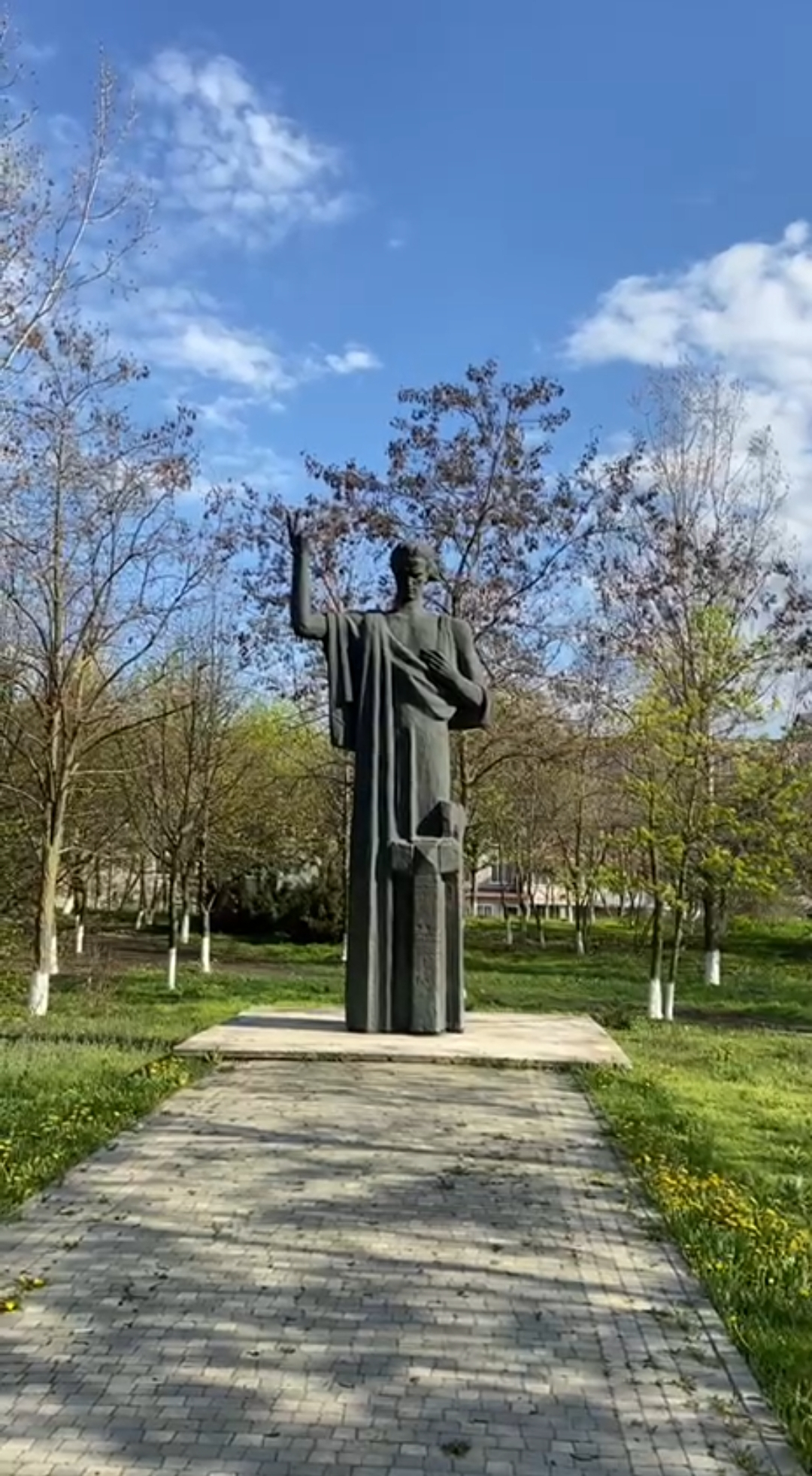
Monumentul lui Mihai Eminescu din oraș

Rețeaua instituțiilor culturale este formată din 2 biblioteci publice, 2 case de cultură, școala muzicală și școala de pictură. Orașul dispune de televiziune locală „Almaz” și două publicații periodice – „Glia drochiană” și „Etalon”.
Monumente de cultură și spiritualitate sunt Catedrala Adormirea Maicii Domnului, amplasată pe o înălțime la una dintre intrările orașului și pictată de pictorul român Petre Achițenie, monumentul lui Mihai Eminescu de lângă liceul cu același nume, bustul lui Ștefan cel Mare și Sfânt din fața Consiliului Raional etc.
La 3 km sud-vest de oraș se află parcul „Poienița Însorită”, monument de arhitectură peisagistică.

## Social

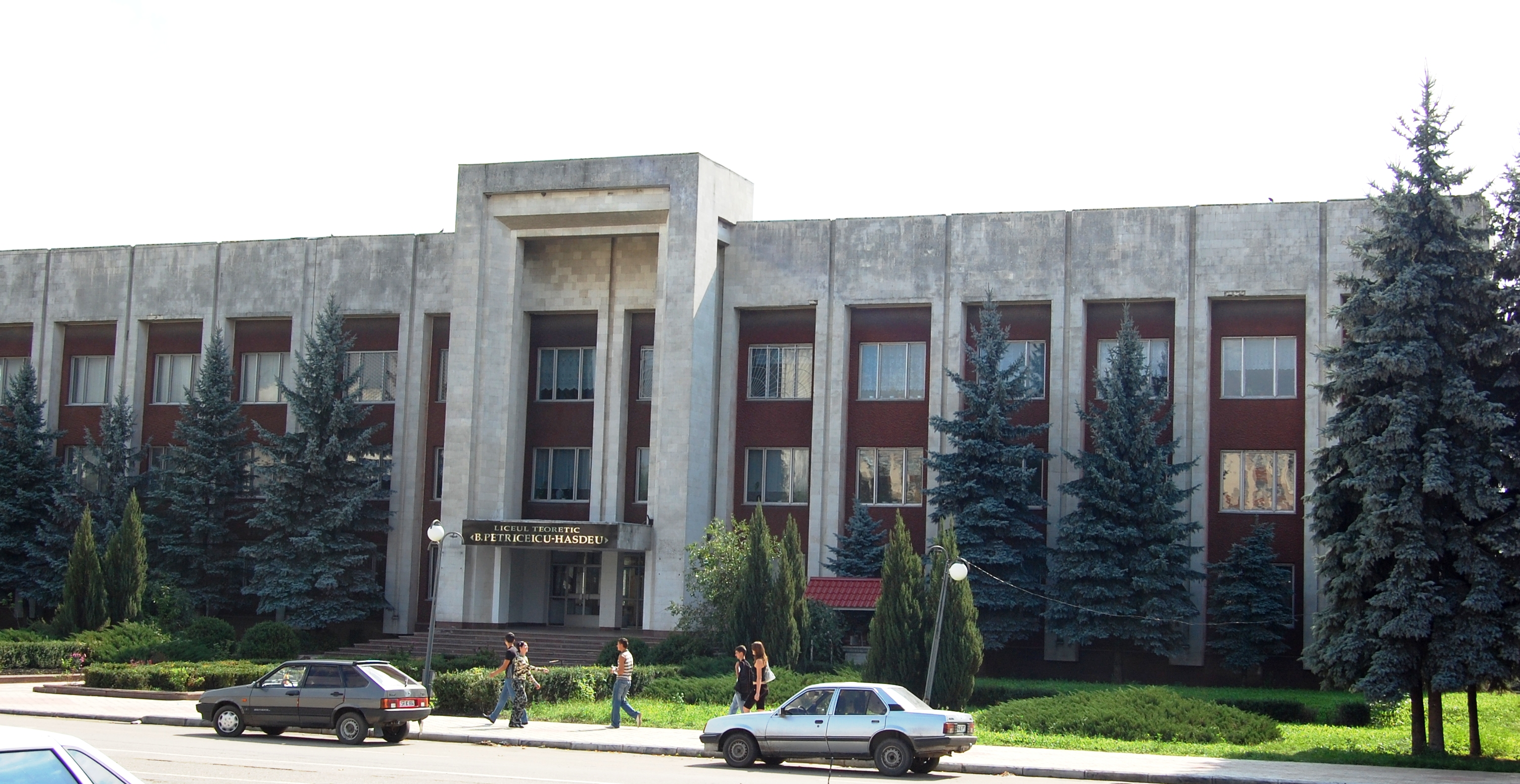
Liceul teoretic „Bogdan Petriceicu-Hașdeu”

Sistemul de educație al orașului este format din 5 grădinițe de copii, 2 școli medii în care învață 820 elevi, 4 licee, dintre care unul teoretic în care își fac studiile 2.386 elevi, și o școală polivalentă:
- Liceul „Bogdan Petriceicu-Hasdeu”;
- Liceul „Mihai Eminescu”;
- Liceul „Ștefan cel Mare”;
- Liceul „Vladimir Boiarnițchi”;
- Școala medie Nr. 2;
- Școala Internat de tip sanatorial.

În domeniul ocrotirii sănătății funcționează spitalul raional cu 380 paturi, centrul medicilor de familie și 16 farmacii. În sistemul de ocrotire a sănătății sunt antrenați 133 medici și 302 personal medical mediu.
Orașul dispune de o școală sportivă. Echipa de handbal juniori din Drochia a ocupat locul I în anul 2003 la o competiție internațională din Austria.

## Galerie de imagini

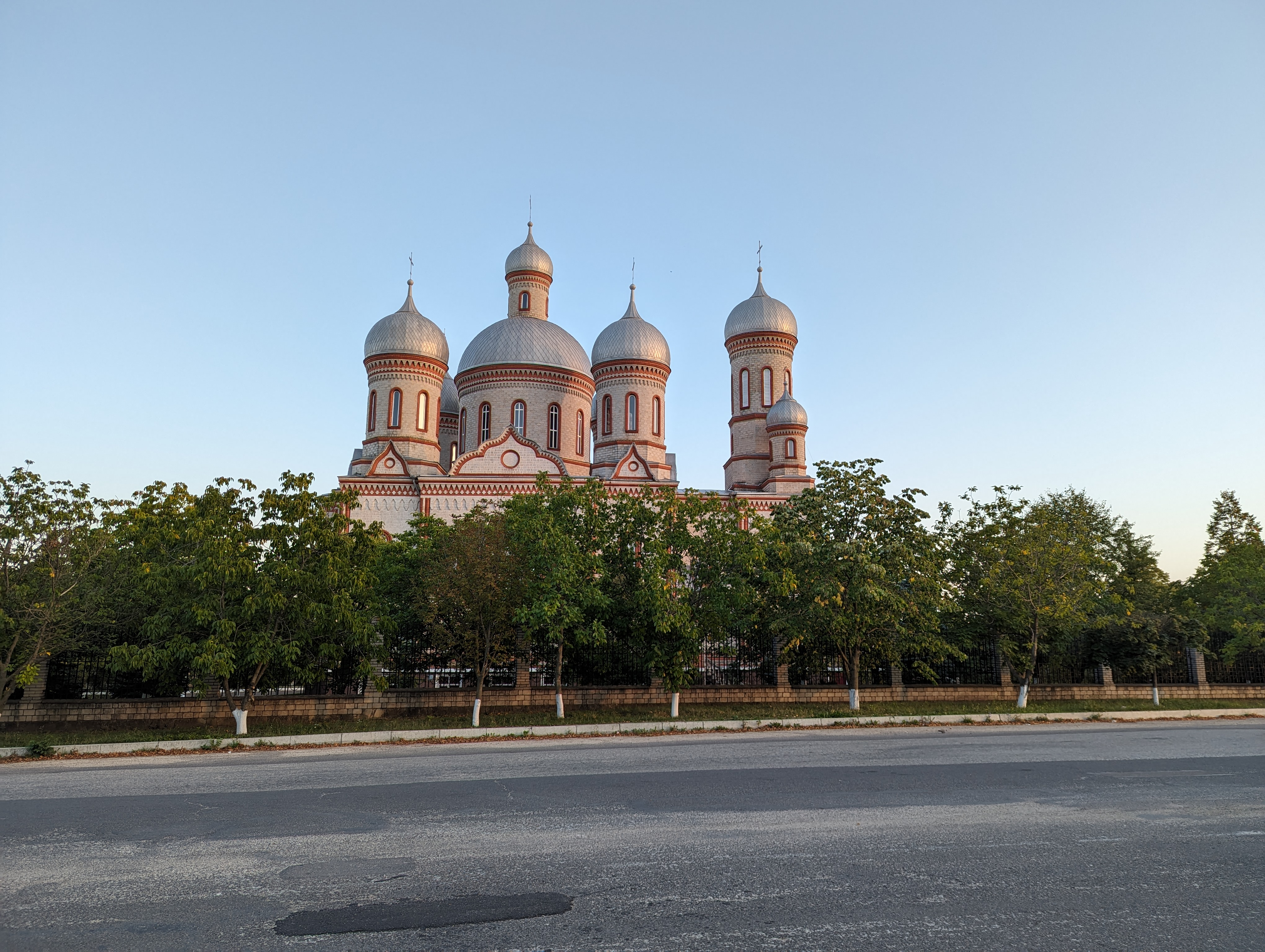
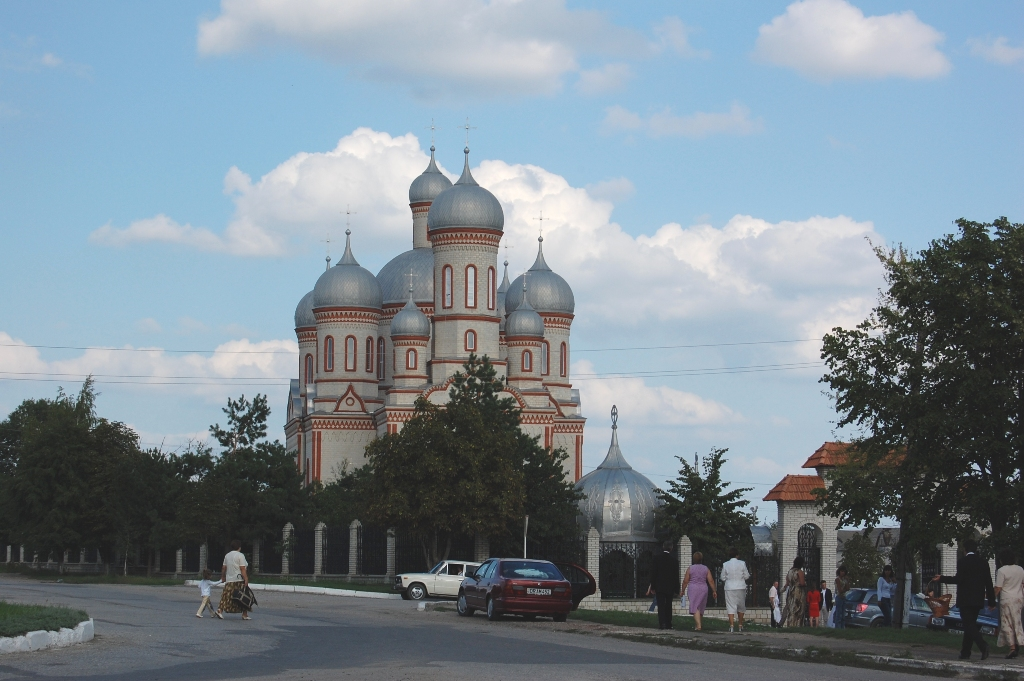
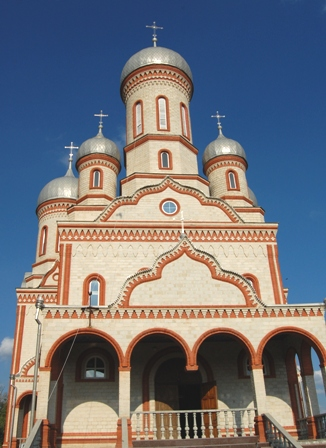

Catedrala „Maicii Domnului”
Casa de cultură
Alte locuri

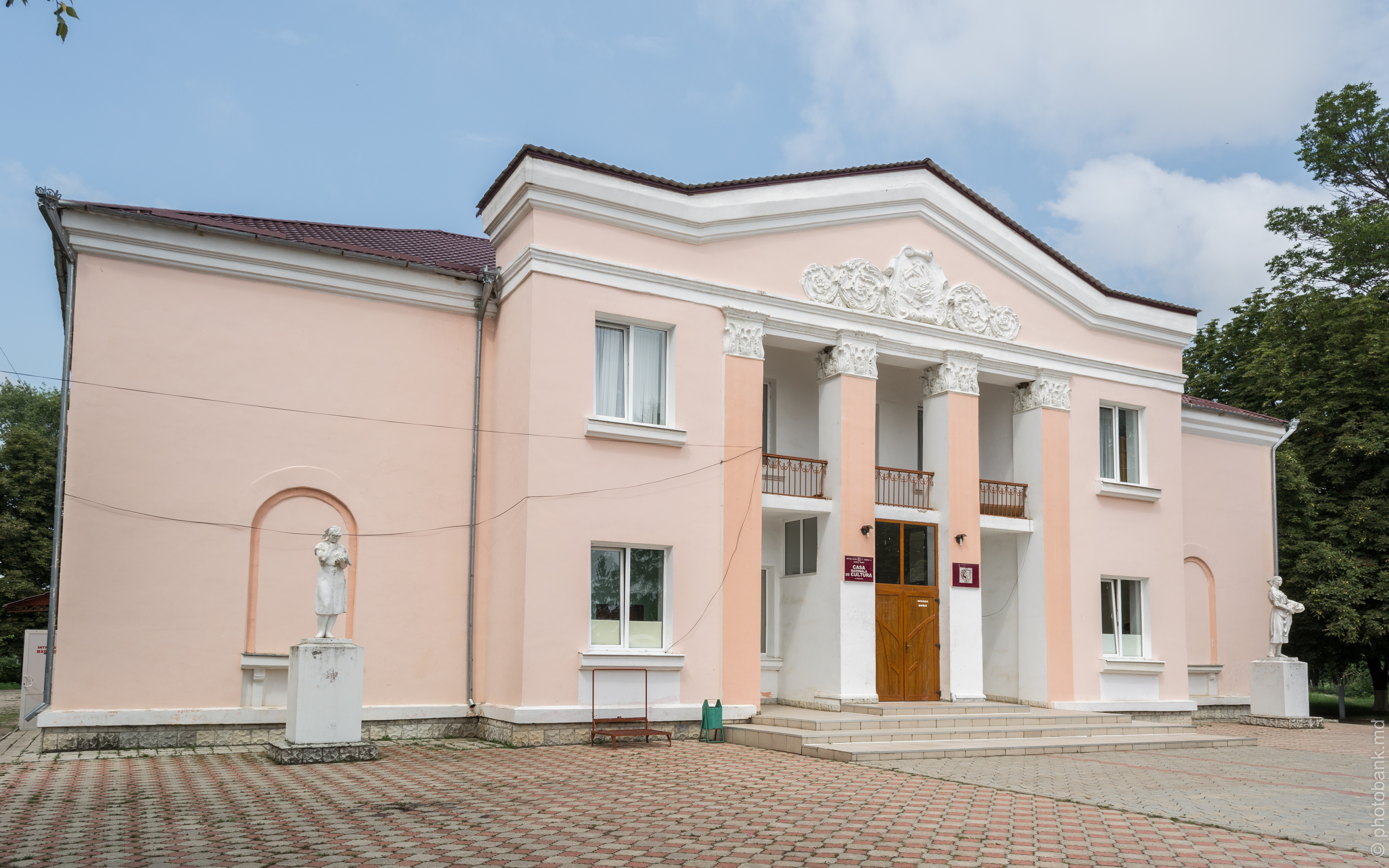
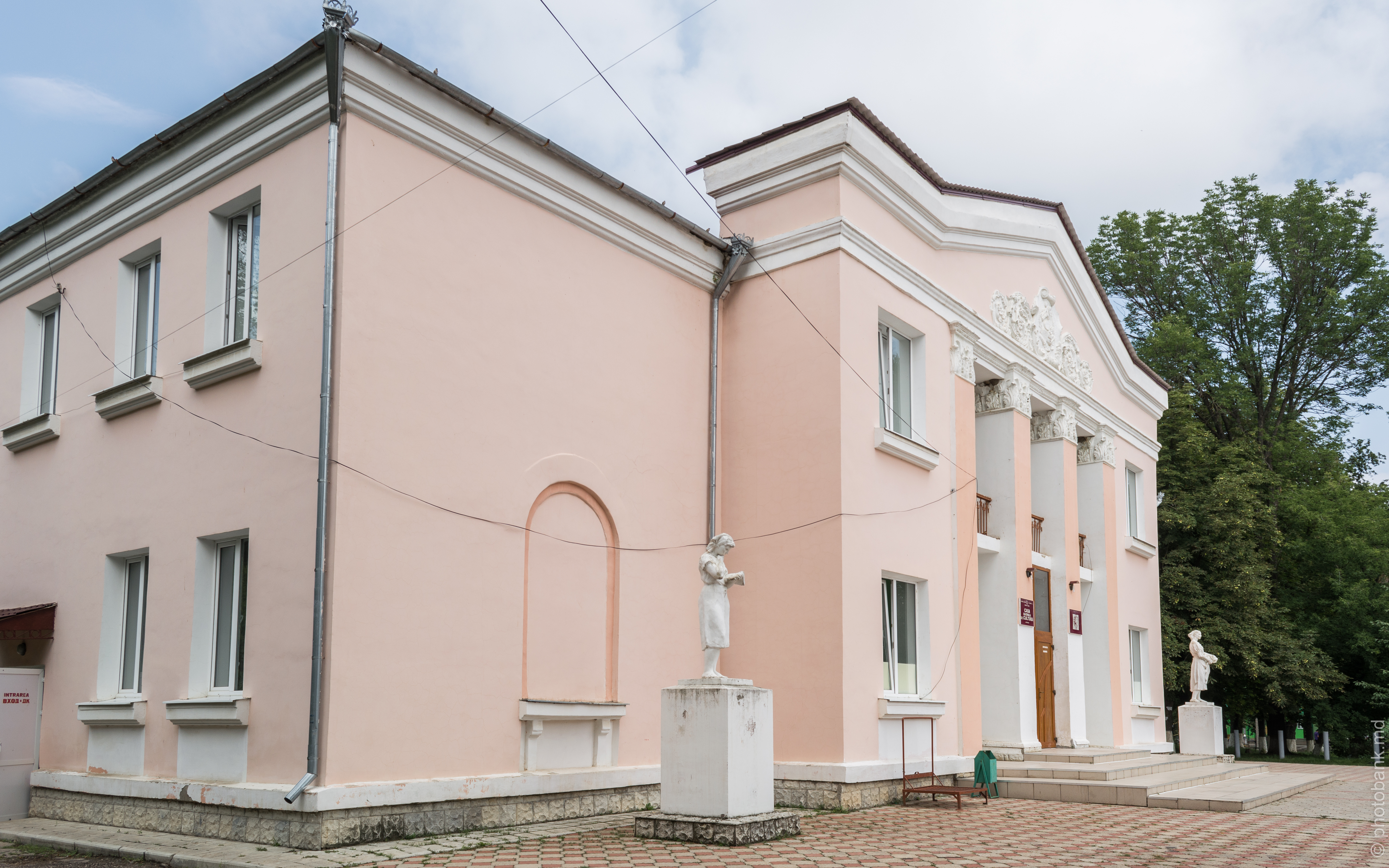
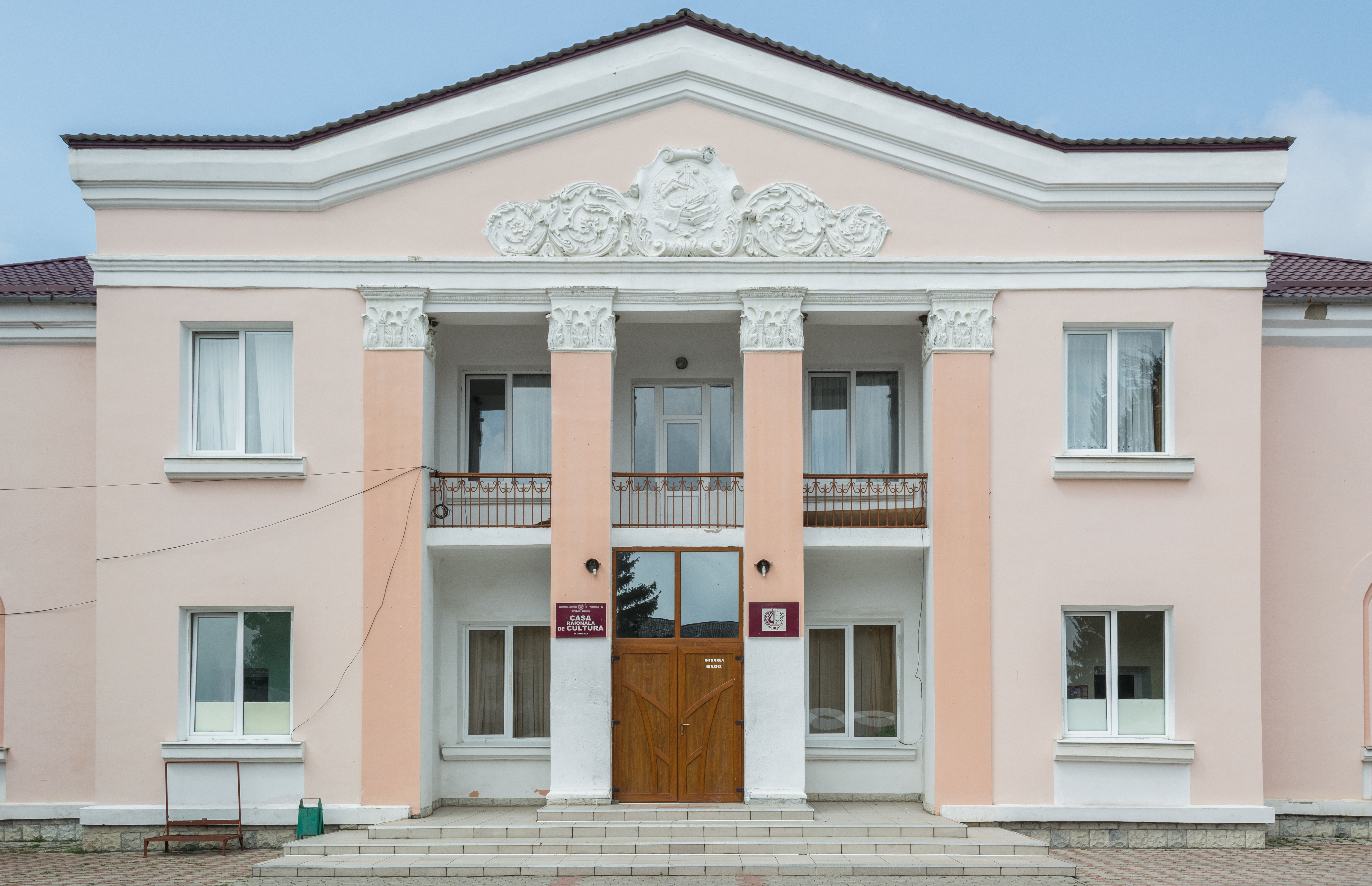
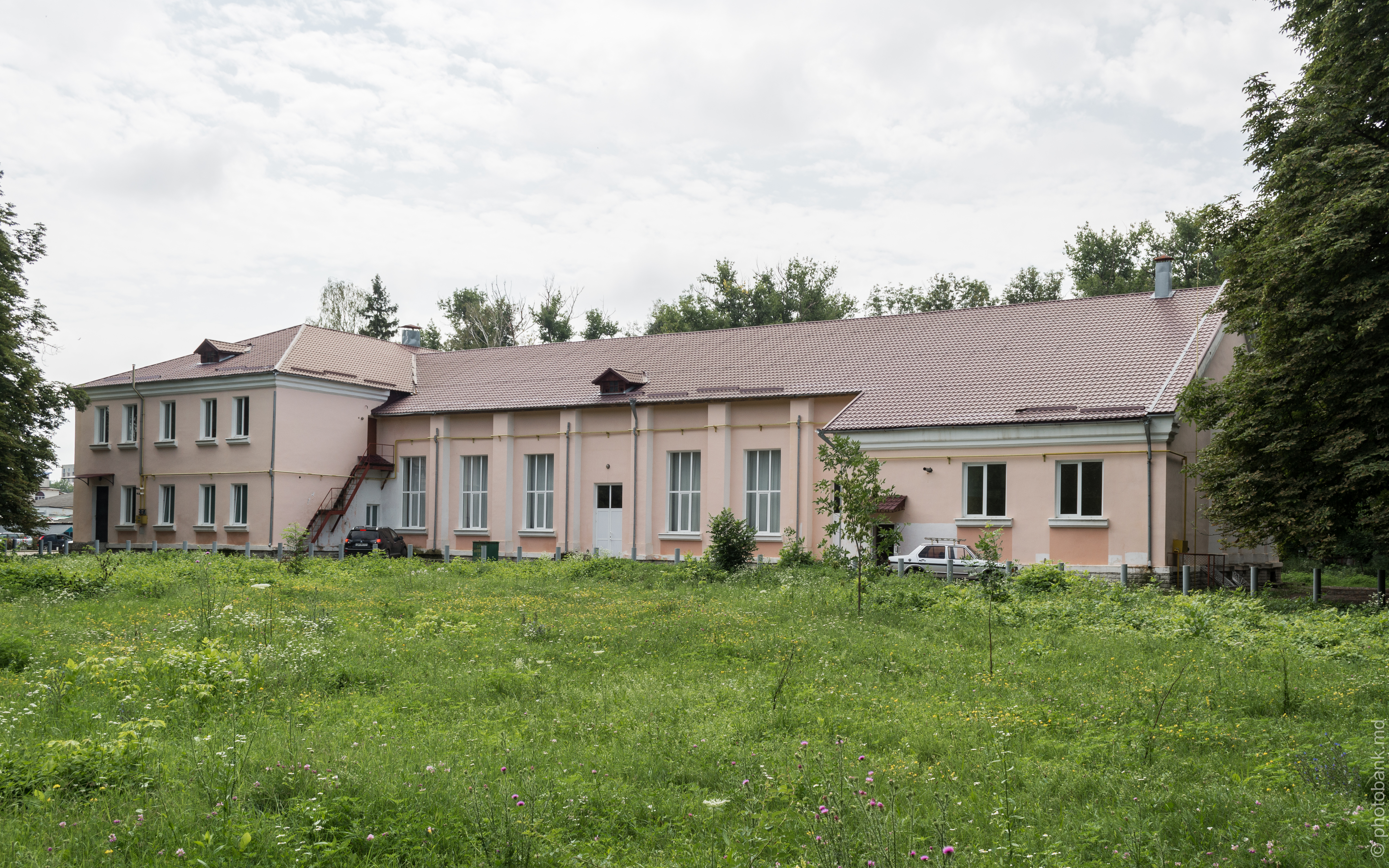

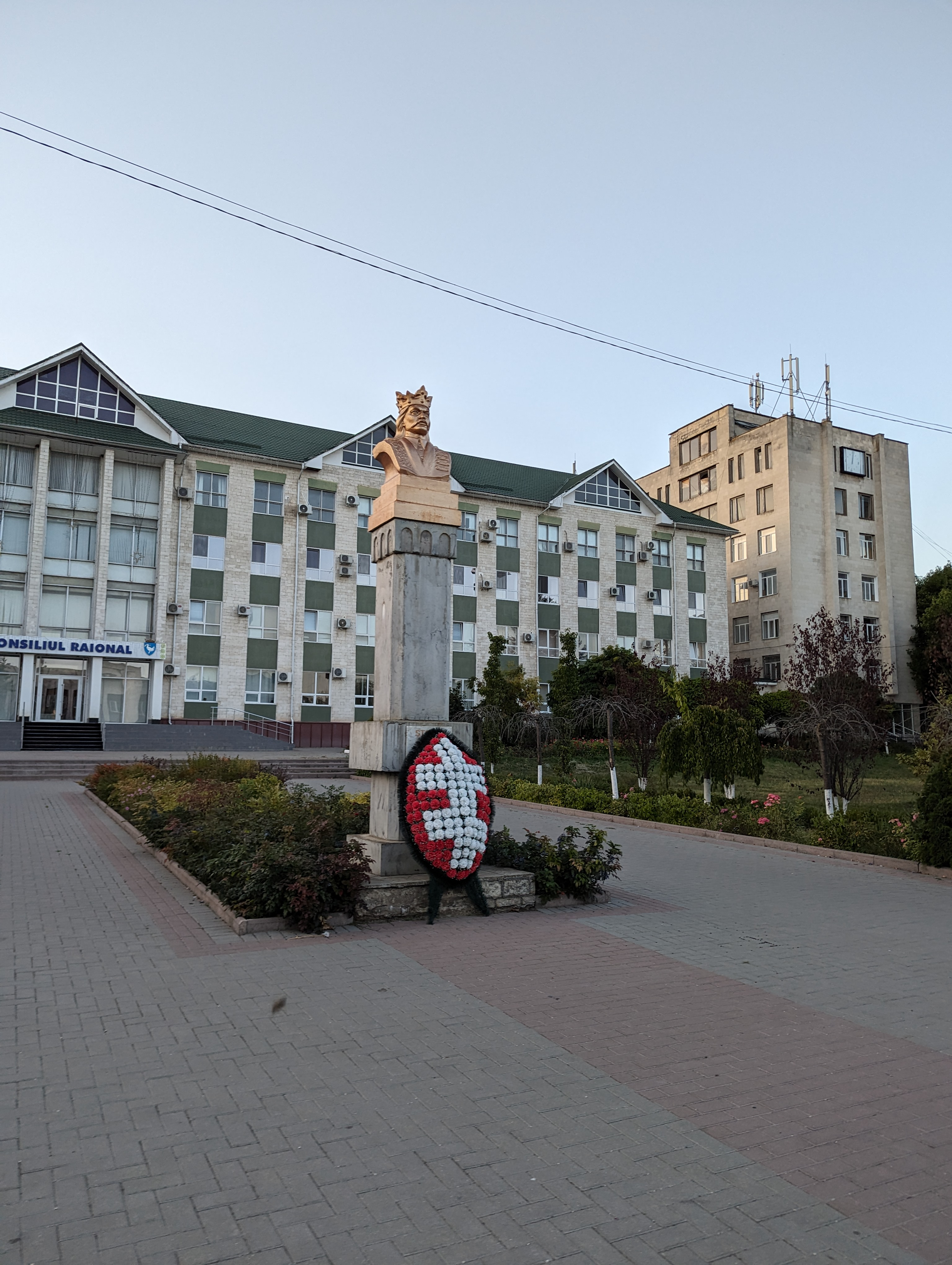
Bustul lui Ștefan cel Mare, în fața sediului Consiliului raional.
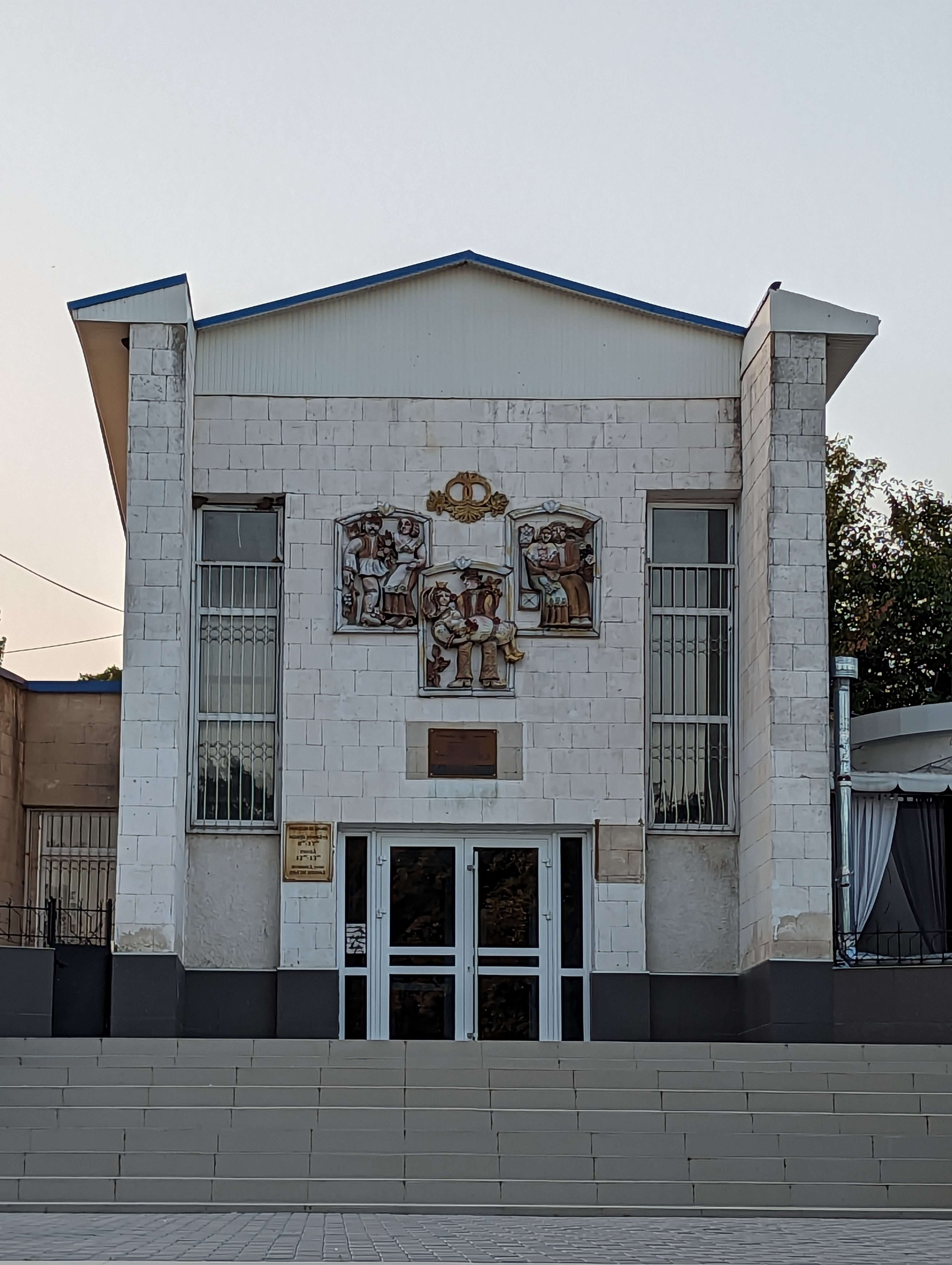
Starea Civilă Drochia
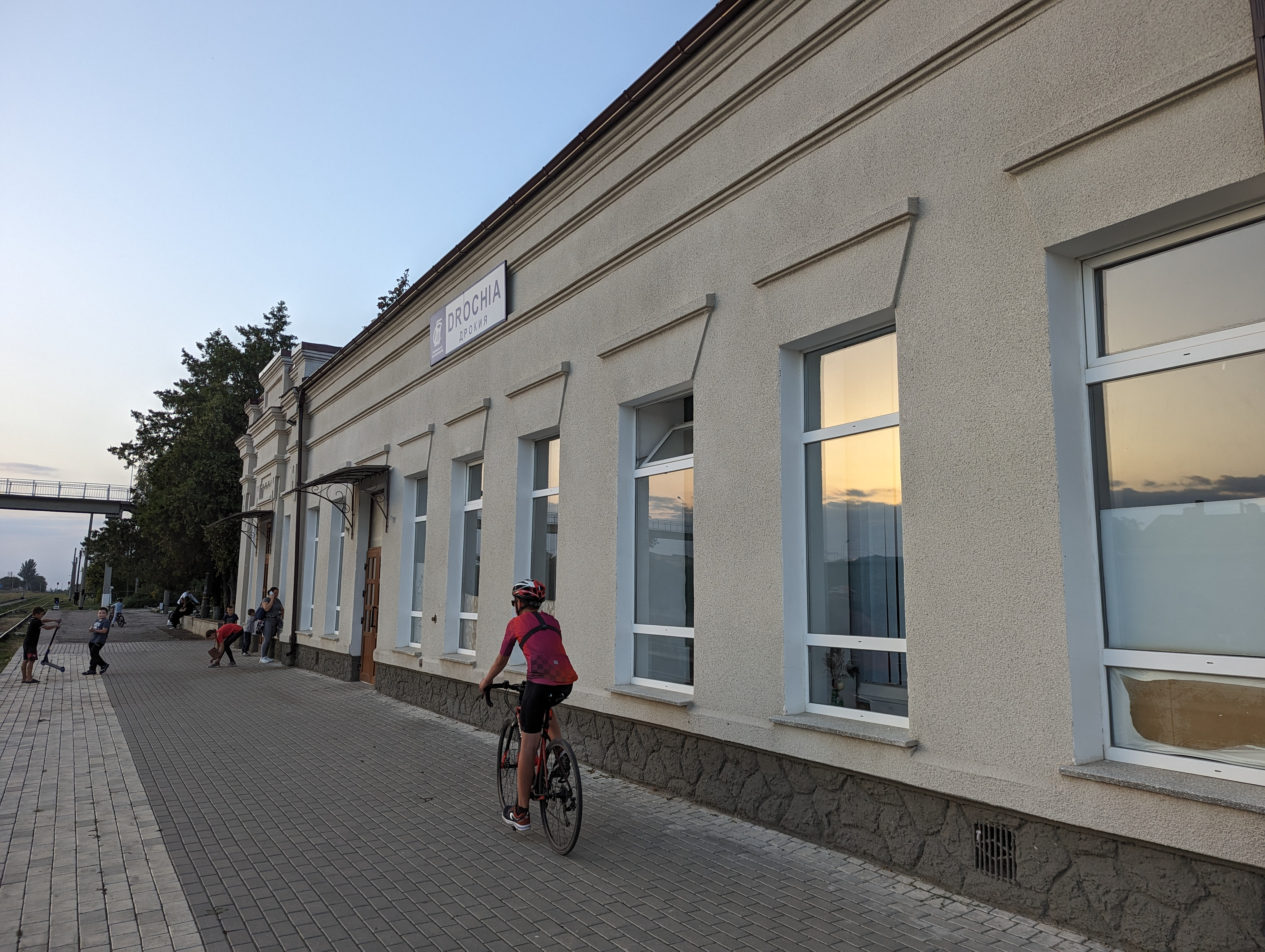
Gara
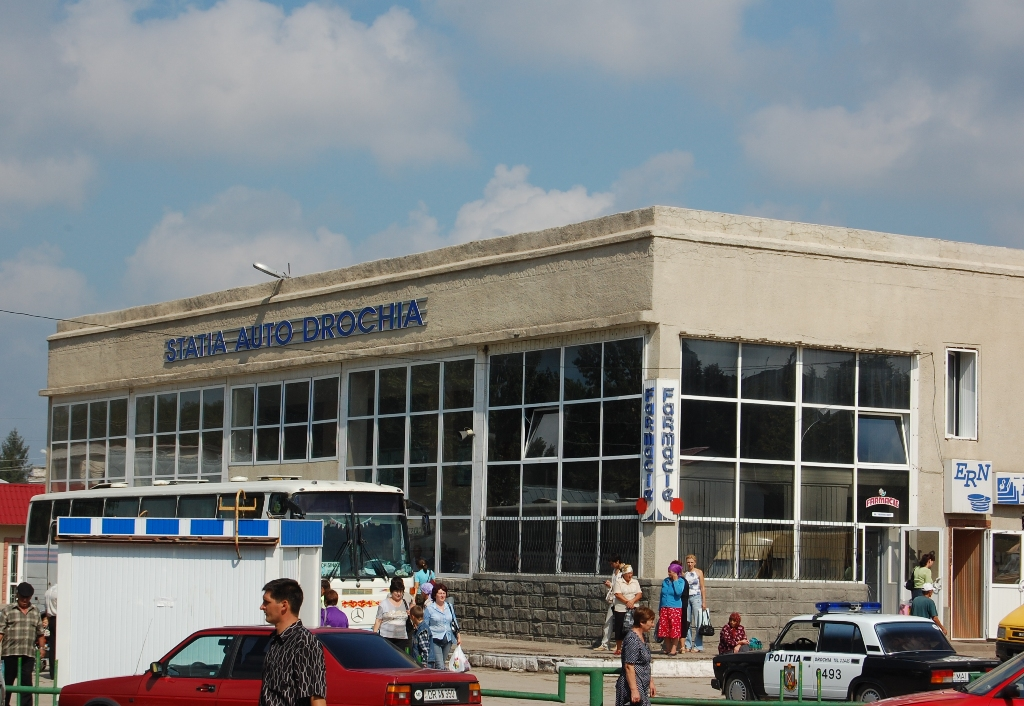
Stația auto
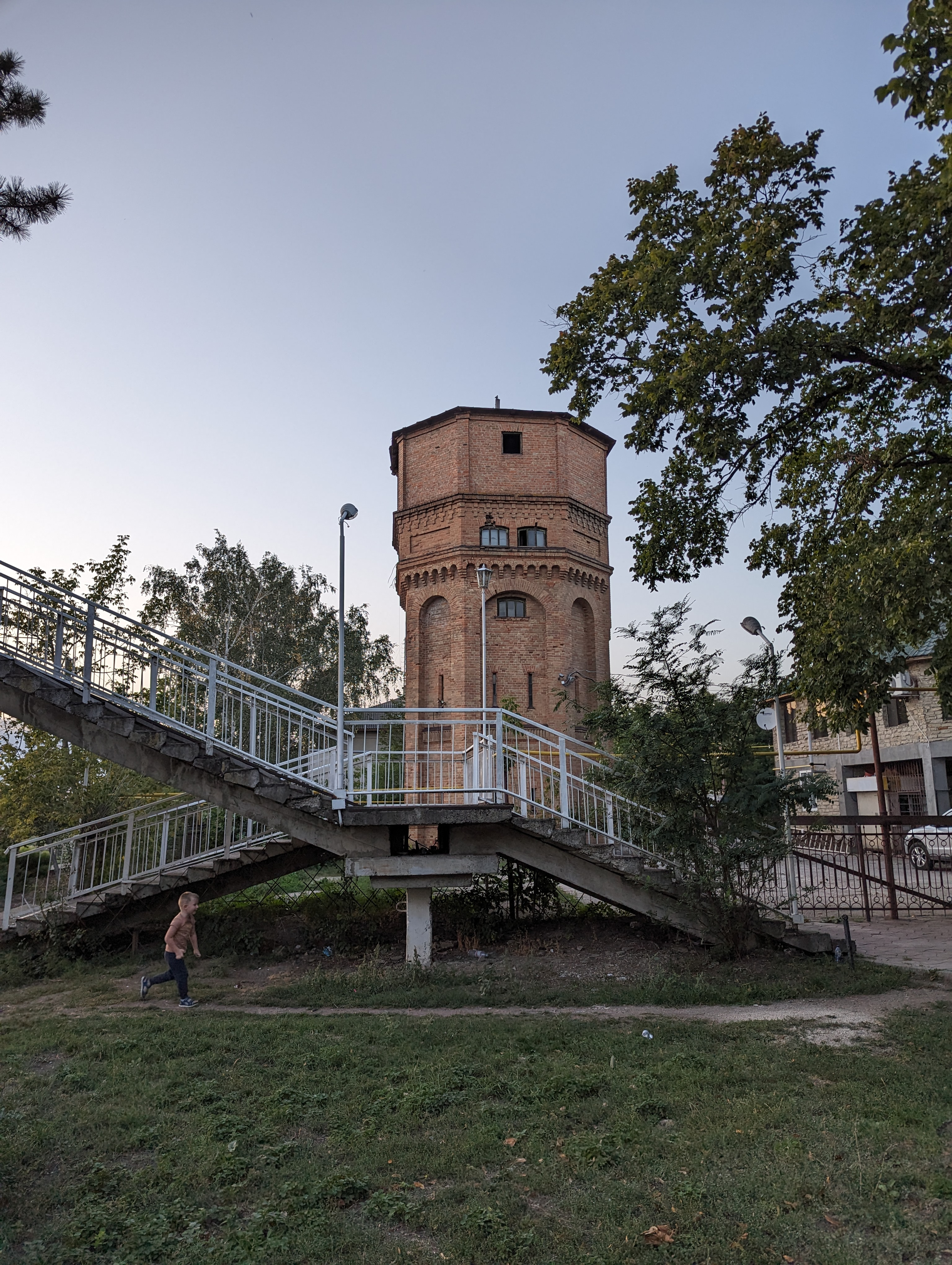
Turn lângă gara feroviară.
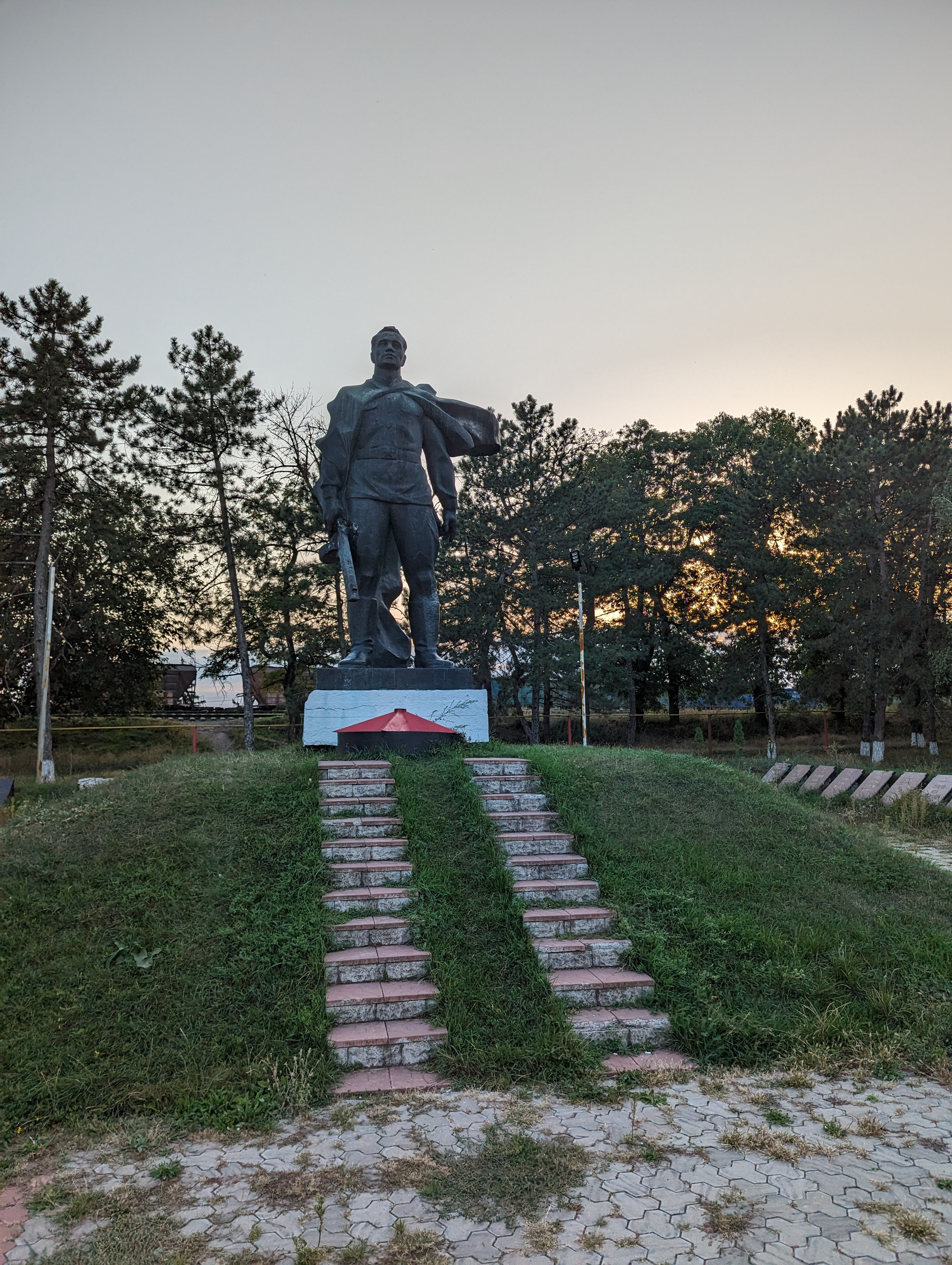
Monument la mormântul al orășenilor căzuți în Al Doilea Război Mondial.

## Personalități

### Născuți în Drochia
- Romeo V. Țurcan (n. 1970), profesor și om de știință moldovean;
- Victor Pînzaru (n. 1992), biatlonist moldovean;
- Diana Struza (cunoscută ca Dayana, n. 1999), cântăreață, compozitoare.

## Orașe înfrățite
- Holoșnița Nouă, România
- Rădăuți, România
- Colomeea, Ucraina
- Borisov, Belarus